# Měrotín
Měrotín é uma comuna checa localizada na região de Olomouc, distrito de Olomouc.